# Sinocarum coloratum
Sinocarum coloratum là một loài thực vật có hoa trong họ Hoa tán. Loài này được (Diels) H. Wolff miêu tả khoa học đầu tiên năm 1927.